# Jüdische Elementarschule (Gemmingen)
Die Jüdische Elementarschule in Gemmingen, einer Gemeinde im Landkreis Heilbronn im nördlichen Baden-Württemberg, war eine Elementarschule, die von der Jüdischen Gemeinde Gemmingen unterhalten wurde. Das badische Judenedikt von 1809 gestattete den jüdischen Gemeinden, eigene Schulen zu errichten, sofern sie die Kosten dafür übernahmen.
Das 1867 erbaute Schulgebäude, in dem auch die Mikwe und die Wohnung des Lehrers eingerichtet war, stand an der Schwaigerner Straße. Dahinter befand sich die Synagoge.
Die jüdischen Elementarschulen wurden mit der Einführung der Simultanschulen im Großherzogtum Baden im Jahr 1876 aufgelöst. Die jüdische Schule in Gemmingen wurde als Religionsschule weitergeführt.